# Hinsbourg
Hinsbourg je občina v departmaju Bas-Rhin francoske regije Alzacija.
Leta 1990 je v občini živelo 85 oseb oz. 26 oseb/km².